# Notoniscus australis
Notoniscus australis là một loài chân đều trong họ Styloniscidae. Loài này được Chilton miêu tả khoa học năm 1909.